# 西葉瑞希
西葉 瑞希（さいば みずき、1999年4月27日 - ）は、日本の女優、グラビアアイドル。愛知県出身。株式会社スターを経て、2024年9月1日より株式会社ドルチェスターに所属。
アイドルユニット・きゅい〜ん'ズ、Star☆Tの元メンバー。

## 略歴
2012年7月14日、愛知県豊田市を拠点に活動するローカルアイドルグループ「Star☆T」の2期生としてデビュー。2013年4月14日、退団。
2015年、アイドルユニット「きゅい〜ん'ズ」の初期メンバーとして活動開始。リーダーを務める。
2018年8月2日、集英社『週刊ヤングジャンプ』主催の「サキドルエースSURVIVAL SEASON9」にエントリーし、同誌表紙に登場。同年11月22日、準グランプリを獲得し、同誌51号の巻末グラビアに登場。
2019年12月23日、3rdワンマンライブ『5old〜西葉瑞希 卒業〜』をもって、きゅい〜ん'ズを卒業。
2020年2月公開の『魔進戦隊キラメイジャー エピソードZERO』、その後のテレビシリーズでは柿原瑞希 役で出演。西葉は『魔進戦隊キラメイジャー』のオーディションにも参加しており、戦士側の5人には選ばれなかったものの、彼女の芝居の上手さから別役で出演することになる。下の名前が一緒なのは公式サイトではオーディションの際にスタッフが彼女と会った時にそのイメージを盛り込んでキャラを作り上げたためと記述されている。
キャッチコピーは10代では「平成最後のロリ巨乳」。2022年6月時点では『週刊プレイボーイ』から付けられた「国民の幼馴染」がお気に入りと述べている。
2023年2月より出身地である愛知県豊田市の隣、刈谷市を本拠地とする社会人サッカークラブ「FC刈谷」の応援アンバサダーに就任。

## 人物
『キラメイジャー』で共演した小宮璃央と同い年の弟がいる。

## 作品

### 写真集
- 記憶（2018年12月16日、アイドルヴィレッジ）[12]

### デジタル写真集
- 一緒に笑おう（2022年6月13日、集英社）[13]
- さいばをみてほしい。（2022年12月12日、集英社）[14]

### DVD&BD
- やくそく（2020年2月21日、竹書房）[15]

## 出演

### 映画
- 魔進戦隊キラメイジャー エピソードZERO（2020年2月8日、東映） - 柿原瑞希 役[16]
- じょりく!（2020年7月31日、竹書房・モバコン） - 遠野美咲 役[17]

### テレビドラマ
- 魔進戦隊キラメイジャー 第20話・第42話 - 最終話（2020年8月23日・2021年2月7日 - 28日、テレビ朝日） - 柿原瑞希 役[18]
- 仮面ライダーリバイス 第9話・第10話（2021年10月31日・11月14日、テレビ朝日） - 詐欺師 役[19]

### 配信ドラマ
- ヨドンナ（2021年8月8日、東映特撮ファンクラブ） - 柿原瑞希 役[20]
- ヨドンナ2（2021年9月12日、東映特撮ファンクラブ） - 柿原瑞希 役[21]

### 舞台
- 劇団ドリームプリンセス
  - 13月の女の子（2017年1月25日 - 2月5日、新宿村LIVE）
  - ぴんすぽ！（2017年6月8日 - 11日、六行会ホール）
  - 女人劇 贋作「春のめざめ」（2017年10月19日 - 22日、築地本願寺ブティストホール）
  - 白と黒の忘年会〜納めて初めて仕事篇〜（2017年12月7日 - 10日、新宿村LIVE）
- もぴプロジェクト×ピンカルンカ「星の王子さま」（2018年4月4日 - 8日、アトリエファンファーレ高円寺） - 飛行士 役[22][23]
- ブリッシュランド「下賤の天」（2018年7月11日 - 16日、新宿シアターモリエール）[24]
- プロジェクト東京ドールズ（2019年2月27日 - 3月10日、新宿村LIVE） - ナナミ 役[25]
  - THE GARDEN / SKY TOWER 同時公演（2021年2月20日 - 28日、シアター1010） - ナナミ 役[26]
- 劇団☆ディアステージ「四月の霊」（2019年4月27日、R'sアートコート） - ゲスト出演
- 私に会いに来て（2019年9月13日 - 16日、新国立劇場 小劇場 / 9月19日・20日、サンケイホールブリーゼ） - ミスキム 役[27][28]
- アサルトリリィ - 船田初 役
  - League of Gardens（2020年1月9日 - 15日、新宿FACE）[29]
  - The Fateful Gift（2020年9月3日 - 13日、東京建物 Brillia HALL）[30]
  - 御台場女学校編 -The Singular Ability-（2021年8月20日 - 29日、紀伊國屋ホール）[31]
  - Lost Memories（2022年1月20日 - 30日、サンシャイン劇場）[32]
  - 御台場女学校編 -The Empathy Phenomenon-（2022年2月17日 - 28日、紀伊國屋サザンシアター TAKASHIMAYA）[33]
  - 御台場女学校 -The Battle to Overcome-（2023年2月3日 - 12日、スペース・ゼロ）[34]
  - 舞台「アサルトリリィ・新章」サングリーズル編『種の最果ての地で』／大島近海ネスト調査隊編『金瘡小草の咲く時』（2023年12月19日 - 25日、シアター1010） - 大島近海ネスト調査隊編[35]
  - 舞台「アサルトリリィ・新章」サングリーズル編『花々の黄昏』／大島近海ネスト調査隊編『玲瓏たる深潭』（2024年5月17日 - 22日、かめありリリオホール） - 大島近海ネスト調査隊編[36]
  - 御台場女学校-The Snowdrop-（2024年8月1日 - 11日、紀伊國屋サザンシアター TAKASHIMAYA）[37]
  - 異空間リーディングステージ「アサルトリリィ」- RED - & - BLUE -（2025年11⽉28⽇ - 12⽉7⽇〈予定〉、シアターサンモール）[38]
- Cutie Honey Emotional（2020年2月6日 - 9日、サンシャイン劇場） - スイーツハニー 役[39]
  - キューティーハニー The Live〜秋の文化祭〜（2020年9月30日 - 10月4日、シアター1010） - 天木弥生 / スイーツハニー 役[40]
  - キューティーハニー CLIMAX（2021年6月17日 - 20日、シアター1010） - 天木弥生 / スイーツハニー 役
- 左ききのエレン - 三橋由利奈 役
  - -横浜のバスキア篇-（2020年11月25日 - 29日、横浜市泉区民文化センター テアトルフォンテ ホール）[41]
  - -バンクシーのゲーム篇-（2021年1月19日 - 24日、六行会ホール）
- シザーブリッツ「まわれ! 無敵のマーダーケース!!」（2021年5月26日 - 30日、博品館劇場） - 小山田さくら 役[42][43]
- 朗読劇「セロリでパクチーなグリーンピース」 ー 嫌われ者への鎮魂歌（レクイエム）ー（2021年7月10日 - 11日、ベノア銀座）[44]
- 染唎笑落語（2021年9月18日 - 19日、武蔵野芸能劇場 小劇場） - 「てててい」「零号(イチカ)」[45]
- 女王演義（2021年10月23日 - 31日、六行会ホール） - 麗華（リーフォア） 役[46]
- ASSH-DX Vol.5 ～劇団☆ディアステージcollaboration～「世界は僕のCUBEで造られる・2022」（2022年3月31日 - 4月10日、あうるすぽっと） - 蜘蛛女 役[47]
- トレーディングライフ（2022年5月13日 - 22日、シアターアルファ東京） - 片柳初菜 役[48][49]
- 「Dr.STONE」THE STAGE 〜SCIENCE WORLD〜 - 小川杠 役
  - 初演（2022年7月9日 - 13日、サンシャイン劇場）[50]
  - 再演[51]
    - 東京公演（2023年9月2日 - 10日、品川プリンスホテル ステラボール）
    - 兵庫公演（2023年9月15日 - 18日、AiiA 2.5 Theater Kobe）
- SEPT「SEPT A Story of ReAnimation: ReverSing」（2022年8月、こくみん共済 coop ホール スペース・ゼロ） - 椎名眞幌 役（甲斐心愛（STU48）とのダブルキャスト）[52]
- ミュージカル「Shuffle！〜まぜこぜ図書館『若草三銃士物語』〜」（2022年11月11日 - 20日、天王洲 銀河劇場） - エイミー 役[53]
- スクールアイドルミュージカル
  - 初演：若槻ミスズ 役[54]
    - 東京公演（2022年12月10日 - 15日、新国立劇場 中劇場）
    - 大阪公演（2023年1月25日 - 29日、梅田芸術劇場）

  - 追加公演（2023年8月3日 - 6日、日本青年館ホール）：若槻ミスズ 役[55]
  - 2024年公演（2024年1月11日 - 21日、THEATER MILANO-Za）：若槻ミスズ 役（南野巴那とのダブルキャスト）[56]
  - 2025年公演：滝沢アンズ 役（冨田菜々風とダブルキャスト）、若槻ミスズ 役（安本彩花とダブルキャスト）[57][58]
    - 東京公演（2025年2月9日 - 16日、日本青年館ホール）
    - 大阪公演（2025年4月4日 - 5日、新歌舞伎座）
- TOKYO COL-CUL COMEDY～GREEN～ Aグループ（2023年2月22日 - 25日、東京カルチャーカルチャー）[59]
- ピウス「LIAR GAME murder mystery」（2023年3月7日、飛行船シアター）[60]
- ILLUMINUS『麗和落語～二〇二三春の陣～』第二陣「夢幻泡影」「爪紅」（2023年4月21日 - 23日、武蔵野芸能劇場）[61]
- DOLL - ミコト 役[62][63]
  - 東京公演（2023年6月1日 - 5日、渋谷区文化総合センター大和田 さくらホール）
  - 京都公演（2023年6月16日 - 18日、京都劇場）
- 舞台「鬼滅の刃」 其ノ肆 遊郭潜入（2023年11月12日 - 19日、メルパルクホール / 12月1日 - 10日、TOKYO DOME CITY HALL） - 須磨 役[64]
- ミュージカル「悪ノ娘」（2024年3月13日 - 17日、こくみん共済 coop ホール/スペース・ゼロ） - エルルカ 役[65]
- ILLUMINUS「楽園の女王2024[66]」（2024年6月27日 - 30日、六行会ホール） - カーミラ 役[67]
- Casual Meets Shakespeare「MACBETH SC」（2024年9月26日 - 10月6日、新宿村LIVE）[68]
- ミュージカル「Neo Doll」（2024年11月29日 - 12月8日、シアターH） - エメラルド 役[69]
- 朗読劇「モノクロの空に虹を架けよう」（2025年2月22日・24日、新宿シアタートップス）[70]
- ミュージカル「夜明けにコーヒーを」 - 起業家 役（森莉那とダブルキャスト）[71]
  - プレビュー公演（2025年4月10日 - 11日、ムーブ町屋）
  - 成城ホール公演（2025年4月17日 - 18日、成城ホール）
  - 草月ホール公演（2025年4月22日 - 25日、草月ホール）
- 舞台「タタラの唄姫」（2025年7月19日 - 27日、シアター・アルファ東京） - ちよ 役[72]
- 舞台「魔法使いの約束」きみに花を、空に魔法を 前編（2025年9月6日 - 23日〈予定〉、天王洲 銀河劇場 / 9月28日 - 10月5日〈予定〉、東京建物 Brillia HALL 箕面 大ホール） - スカーレット 役[73]
- Casual Meets Shakespeare「ヴェニスの商人 CS」（2025年11月1日 - 9日〈予定〉、IMAホール）[74]

### テレビアニメ
- ポプテピピック 第2シリーズ（2022年10月2日、TOKYO MX ほか） - 謎の少女 役（実写出演、第1話OP映像）[75]

### ゲーム
- アサルトリリィ Last Bullet（2022年、船田初[76]）